# Haworth, Cross Roads and Stanbury
Haworth, Cross Roads and Stanbury var en civil parish 2000–2023 när det uppgick Haworth and Stanbury och Cross Roads, i distriktet Bradford, i Storbritannien. Den ligger i grevskapet West Yorkshire och riksdelen England, i den centrala delen av landet, 280 km nordväst om huvudstaden London. Civil parish hade 6 994 invånare år 2011.